# 阿伦·博克希奇
阿伦·博克希奇（Alen Bokšić，1970年1月21日—），克羅地亞已退役足球運動員，司職前鋒。
博克西奇出於前南斯拉夫哈伊杜克，曾於1987年和1991年獲得南斯拉夫聯賽杯，並在174場聯賽中取得60個入球。1991年他代表一家小型球會在南斯拉夫杯決賽對國內班霸貝爾格萊德紅星射入一球，被認為是南斯拉夫聯賽史上最經典之入球之一。他於20歲代表南斯拉夫出戰1990年世界杯，作為兩名具經驗球員胡高域（Zlatko Vujović）和达尔科·潘采夫之替補。1991年南斯拉夫分裂出克羅地亞，波錫改為代表克羅地亞國家隊出賽。
其後波錫轉投西歐聯賽，起先他投效法甲球會康城體育會（1991-92）；一年後轉投馬賽，贏得歐洲聯賽冠軍杯，並獲得歐洲足球先生第二名，僅次於當屆得主巴治奧。其後他轉戰意甲，效力拉素（1993-96、1997-2000）、祖雲達斯（1996-97）。在意大利期間他贏得三屆意大利杯（1997、1998、2000）。而在1999年最後一屆歐洲杯賽冠軍杯，他則為拉素贏得冠軍。2000年他獲得了意甲聯賽冠軍。
波錫最後職業生涯是在英超下游球會米杜士堡中度過。他於2000年加盟，當時他週薪是六萬二千英鎊，乃當時英格蘭球壇薪金最高的球員之一。
由於受到傷患困擾，波錫在米杜士堡效力三個球季，終於在2003年宣佈退役。一年前他代表克羅地亞國家隊出戰2002年世界杯後，便宣佈退出國家隊。